# Войнівка (Новоукраїнський район)
Во́йнівка — село в Україні, у Глодоській сільській громаді Новоукраїнського району Кіровоградської області. Населення становить 252 осіб. Орган місцевого самоврядування — Глодоська сільська рада.

## Транспорт
В селі знаходиться залізнична платформа Кар'єрна, що робить зручним дизельне сполучення з містами Помічна, Мала Виска, Новомиргород та Сміла.

## Природоохоронні території
Між селами Войнівка і Новоолександрівка знаходиться ландшафтний заказник загальнодержавного значення Войнівський заказник.

## Населення
Згідно з переписом УРСР 1989 року чисельність наявного населення села становила 286 осіб, з яких 134 чоловіки та 152 жінки.
За переписом населення України 2001 року в селі мешкали 252 особи.

### Мова
Розподіл населення за рідною мовою за даними перепису 2001 року:
| Мова       | Відсоток |
| ---------- | -------- |
| українська | 97,22 %  |
| російська  | 2,38 %   |
| молдовська | 0,40 %   |